# Robert Kona
Robert Kona est un homme politique camerounais, ancien membre de l'Union nationale camerounaise (UNC), puis membre de différentes formations politique. Il crée le parti Parti camerounais pour la réconciliation nationale (PCRN) dont il dispute la propriété avec le député Cabral Libii.

## Biographie

### Enfance, éducation et débuts
Robert Kona est originaire du Septentrion au Cameroun.

### Carrière
Au départ militant du parti UNC, il devient responsable de section du Rassemblement démocratique du peuple camerounais (RDPC). Lorsqu'il quitte le parti de Paul Biya, il milite au sein d'autres partis avant de finalement déposer une demande de création et obtenir la légalisation du PCRN,,,. En 2023, une dispute sur la propriété du parti se crée entre les 2 personnagesRassemblement démocratique du peuple camerounais,,.